# 升田幸三
升田 幸三（ますだ こうそう／ますだ こうぞう、1918年〈大正7年〉3月21日 - 1991年〈平成3年〉4月5日）は、将棋棋士、実力制第四代名人。棋士番号18。
木見金治郎の弟子であり、木村義雄・塚田正夫・大山康晴と死闘を演じ、木村引退後は大山と戦後将棋界で覇を競った。昭和の将棋界で一番のスター棋士である。
名前の読みは「こうそう」であるが、将棋界では「こうぞう」で通した。

## 経歴
父栄一、母カツノの四男として生まれる。1932年（昭和7年）2月に「日本一の将棋指し」を目指して家出。家出の時に愛する母の使う物差しの裏に墨でしたためた「この幸三、名人に香車を引いて勝ったら…」の文言は、後に現実のものとなる（詳細は後述）。
広島市での飲食店やクリーニング店の丁稚奉公など紆余曲折を経て、大阪の木見金治郎八段の門下生となる。同門の先輩には大野源一、角田三男、また後輩には終生のライバル大山康晴がいる。初段でプロになるまで（当時のプロ棋士は初段からだった）が長かったが、1934年（昭和9年）2月に初段になってから、めきめきと頭角を現す。この頃、坂田三吉から「あんたの将棋は大きな将棋や、木村義雄を倒せるのはあんただけや」と激励される。
1935年（昭和10年）関西にも奨励会ができ、当時三段だった升田も本来は奨励会員となるはずであったが、特別の強さを認められ三段でありながら引き続き新聞棋戦に登場していた。
1939年（昭和14年）に徴兵されて陸軍に入隊し、1942年（昭和17年）まで広島の部隊に所属。1943年（昭和18年）に再度召集。翌1944年（昭和19年）南方へ派遣され、セニヤビン諸島のポナペ島（現：ミクロネシア連邦のポンペイ島）に上陸する。同島は米軍の制空権下にあり、補給も途絶し、ジャングルの中を爆撃から逃げ回る苛酷な戦況に戦死も覚悟するが、同島には米軍が上陸してこなかったため玉砕は免れた。戦地では食糧不足に悩み、食べられるものは何でも食べたためかえって体を悪くした。ライバルの木村のことを思い出し「月が通信してくれるなら木村と将棋が指したい」と涙に暮れたという。
1945年（昭和20年）の暮、復員して将棋を再開。このころ、名人戦になかなか登場できなかったが人気抜群の升田のために、公式棋戦以外に以下の番勝負が行われている。
- 1946年　新大阪新聞主催（企画・小谷正一[10]） 木村義雄名人・升田幸三七段　五番勝負（升田が香落下手、平手、平手と3連勝で終了）
- 1947年　地方新聞社三社主催（神港夕刊新聞社[11]、他）　木村義雄前名人・升田幸三八段　三番勝負（升田1勝2敗）
- 1948年　朝日新聞社主催　塚田正夫名人・升田幸三八段　五番勝負（升田2勝3敗）

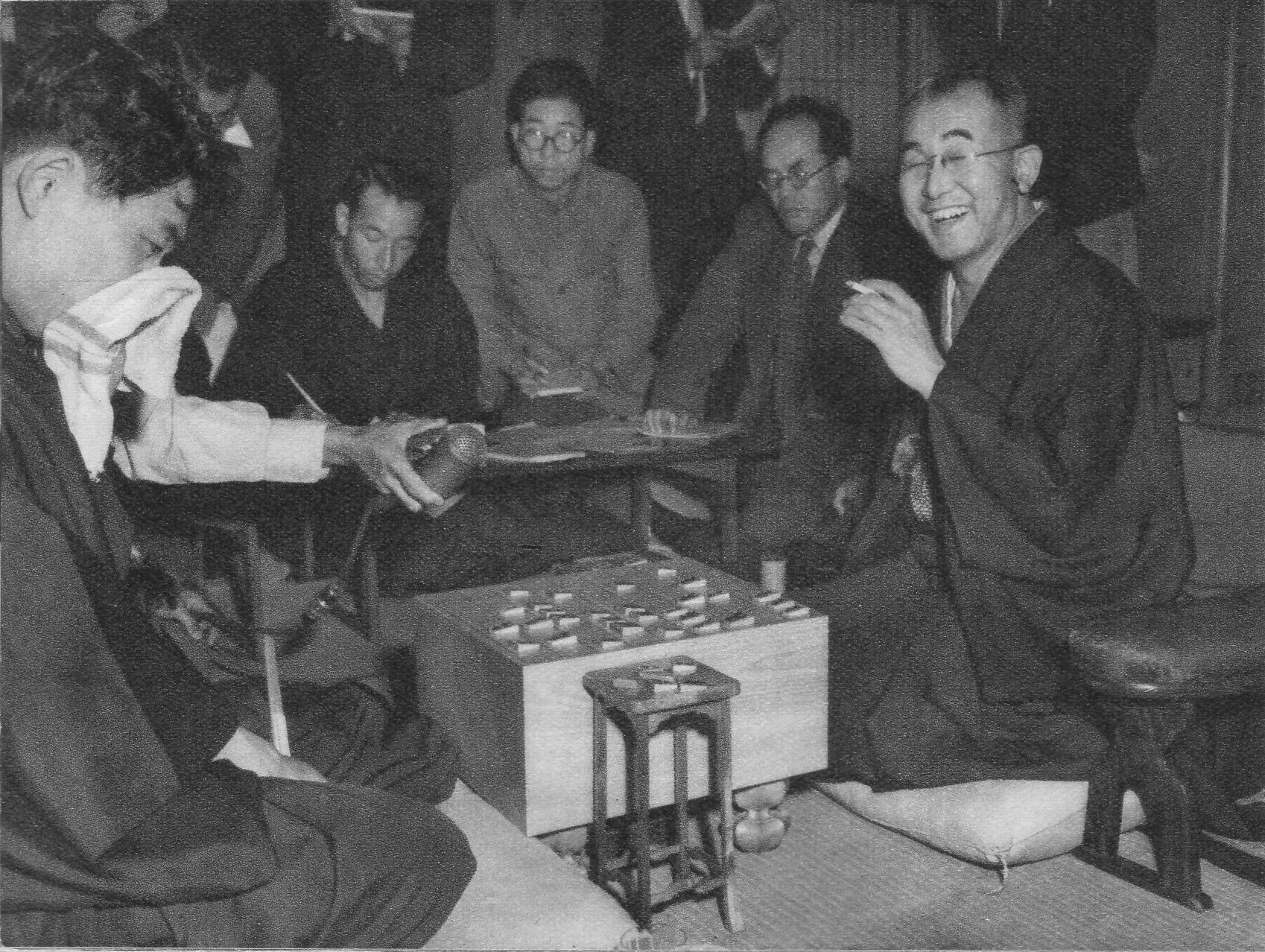
1951年5月29日、第10期名人戦にて木村義雄（右）に2勝4敗で負けを喫する升田

1948年（昭和23年）の第7期名人挑戦者決定三番勝負（対大山戦・高野山の決戦）の第3局において、勝勢であったが手拍子の大悪手を指して、頓死を食らい「錯覚いけない、よく見るよろし」という有名な言葉を残す。当時、毎日新聞社文芸部の副部長として第3局を観戦した井上靖は、勝負の世界の烈しさに強い感動を覚え、小説家となった後の1951年（昭和26年）に、この対局をモデルにして短編小説「勝負」を書いている。
関西在住だったが、1955年（昭和30年）に東京に居を移す。
タイトル戦でなかなか大山に勝てなかったが、1957年、ついに大山を制して将棋界史上初の三冠制覇（名人・王将・九段）を成し遂げた時「たどり来て、未だ山麓」との言葉を残す。
「魅せる将棋」を大切にし、既成の定跡にとらわれず「新手一生」を掲げ、常に序盤でのイノベーションを数多く起こした。振り飛車・居飛車共に数々の新手を指し、「将棋というゲームに寿命があるなら、その寿命を300年縮めた男」と評された。有名な新手には升田式石田流、雀刺し、急戦矢倉、棒銀、ひねり飛車、対ひねり飛車タコ金、角換わり腰掛銀升田定跡、駅馬車定跡、升田式向かい飛車、一間飛車、居飛車穴熊などがある。その功績を記念して、毎年行われる将棋大賞にて、新手や新戦法を編み出した棋士を表彰する「升田幸三賞」が、升田の没後3年余り経った1995年（1994年度）から設けられている。
角（角行）使いの名手であり、特に、自陣から敵陣をにらむ「遠見の角」を好んだという。
将棋界に大きな功績を残した升田だったが、戦争中に患った病気が元で体調を崩し、現役晩年は休場の年も多かった。そのためタイトルなどの実績面では大山に押され、永世名人などの称号は得られなかったが、順位戦A級から一度も陥落することなく1979年に引退した。将棋連盟では1988年に升田のために新たな称号を作って「実力制第四代名人」の称号を贈った。
順位戦A級在籍は通算31期（名人2期と休場8期含む）。順位戦A級参加時は休場期と最後の皆勤となった第30期で4勝5敗に終わった以外の期はすべて勝ち越しており、A級の勝率0.724（139勝53敗1持将棋）は、2021年3月現在において現役を除く歴代A級棋士の中の最高勝率である。
実質的な後継者は加藤一二三であるとされているが、加藤のみならずその棋風を慕う棋士は多く、米長邦雄は「升田さんの序盤は天才的」と言っている。他にも現在の第一人者の羽生善治も将棋を指したい人は誰かと言う問いに「升田先生と指したい」と述べている。将棋年鑑で「指してみたい棋士」という全棋士アンケートが実施された際にも（羽生世代の棋士は大山と指したことがあるという事情はあるにせよ）、升田の名をあげた棋士の数は、大山・木村を凌いでいる。谷川浩司とはペア将棋では対局したことはあるが（谷川は森雞二と、升田は内藤國雄とそれぞれペアであった）、通常の対局で指したことはなかった。
公式戦の絶局は引退後1982年2月27日に羽澤ガーデンにおいてであった。当時プロに匹敵する実力を持つと言われていたアマ名人の真剣師・「新宿の殺し屋」こと小池重明と角落ちで対局し完勝している。アマとはいえ当時の小池はめっぽう強く、十五世名人・大山は角落ちで敗れ、当時の名人中原誠とは角落ちで1勝1敗、棋王・米長邦雄も同様の成績。若手強豪の棋聖・森雞二に至っては3連敗（角落ち、香落ち、平手）とプロが次々に負けていた。この将棋は記録が残っている升田の最後の対局で、引退して3年ほど経っていた升田に春秋に富む気鋭の小池が挑んだものである。対戦前は名人二名、棋王・棋聖と現役強豪トッププロを次々に破っていた小池優勢と見られており、事実途中まで小池は優勢に進めていた。升田は飛車の上に玉を乗せる飛頭の玉という奇手(‘棒玉’と呼ばれている新手の嵌め手)で対抗した（小池重明#エピソード参照）。小池が50手目に指した8五歩において小池は作戦勝ちを確信したという。小池は升田が9四金と逃げるとばかり思っていたというが、升田はあっさりと8五同金と金歩の交換に応じ、その瞬間に小池の勝ちは無くなった。局後升田は小池に「8五歩と打ったのはやはり素人だな。君は私がプロだということを忘れとったろう」と言ってのけた。このように、升田は最後の最後まで新手を出現させた人生であった。
1991年、心不全のため73歳で死去した。晩年は羽生や先崎学といった若手強豪や観戦記者と碁を楽しんでいたという。

## エピソード
- ヘビースモーカーであり[3]、一日に300本も吸ったといわれる。また酒豪でもあり、後に谷川浩司には、「自分は5歳のときから酒を飲んでいたので記憶力が減退してしまった。酒は控えなさい」とアドバイスしている。反面、ギャンブルは大嫌いで、一応一通り試してみたが「運に左右されるものは勝負じゃない」と終生好まなかった。[要出典]
- 生涯のライバル大山康晴との対局について、王将戦の記録係を務めた内藤國雄はこう語っている。「升田さんはタバコを吸い、大きな灰皿に花びらのようにポーンポーンと吸殻を並べていくんですね。それに対して、大山名人はアゴを引いてジッ…としている。それがまた素晴らしいですね。不動という感じでね。だから全く飽きなかったですね、この2人の対局は。棋譜だけではなく、2人の対局する姿も絵になっていたんですよ。」[要出典]
- 1947年（昭和22年）の夏、升田が嘱託を務めていた朝日新聞社経由で、GHQから名指しで「将棋の話を聞きたい」と呼び出された[16][17]。「呼び出しは、将棋抹殺のための儀式に過ぎない。俺が詰まれたら、将棋は消されちまう」と意を決し[17]、GHQは戦争協力者と疑う木村義雄の話を持ち出して来るだろうと、先の先を読んだ[17]。升田が出頭するとダグラス・マッカーサー司令官の分身と呼ばれたコートニー・ホイットニー民政局長ら数名の将官が面談した[17][注釈 8][16]。GHQ高官は「チェスと違い、将棋では取った駒を自分の持ち駒として使う。これは捕虜虐待である」という旨を言った[16][17]。升田はそのように言われることを予期しており「チェスでは取った駒を使わないが、これは捕虜虐殺である。将棋では、捕虜（取った駒）を、官位（角なら角、金なら金）はもとのまま、能力（駒の働き）を尊重して、味方として登用する。これこそ真の民主主義である」と反論した[16][17]。更に升田は「チェスは王様が危なくなると女王様まで楯にして逃げようとする。これはあなた方の民主主義やレディーファーストに反する行為ではないか」と述べ、担当官を苦笑いさせた。升田は勧められたビール[注釈 9][16][17]を飲みながら5 - 6時間も話を続け、「もう帰って良い」と言われて辞去する際に「巣鴨プリズンにいる戦犯の者たちを処刑しないで欲しい。あそこにいるのは役に立つ者たちである」という旨を言い[17]、GHQ高官の一人から「良く分かった。貴公は日本人には珍しく実によくしゃべる」と言われた[16][17]。
- どんなに依頼されても、映画やテレビに出たことのなかった升田が[19]、松方弘樹主演の関西テレビ『けんか安兵衛』第17話（1975年7月22日放送）にひょっこりゲスト出演した[19]。番組プロデューサー林宏樹が断わられるのを覚悟で、中野の升田宅に出向いたところ、肝心の話をする前に酒を出され、飲むほどに酔うほどについに夜が明けた[19]。すると升田が「若僧、飲みっぷりが気に入ったぞ！」と出演を快諾[19]。トレードマークの長髪をそのまま生かし、二本差しの侍姿になると実にサマになり、撮影所に現れると出演者一同、目を見張った[19]。撮影ではリハーサルの最中から三合枡で本物の酒をグイグイ飲み、風呂嫌いで、「冷や酒に唐辛子を入れて発汗作用を促し、風呂代わりにしておる」などと話し、これには芸能界きっての酒豪・松方弘樹も「すごい人もいらっしゃるんですね」と呆れた[19]。5歳の時から飲んでいたといわれる[17]。
- 「女は頭が悪い」「女には将棋はできない」と発言したこともあったが、当時の女流名人蛸島彰子が升田にサインを求めたところ、升田は快く応じている。まだ十代で美少女棋士として評判だった[20]中井広恵には、「女は将棋なんて強くなくても抱き心地さえ良ければいいんだ」と発言をしている[21]。
- 囲碁も強く、アマチュアの大会などにも出場し、団体戦出場時は自分が大将（主将）でなければ気がすまなかったといわれている。死後、後輩の米長邦雄らの尽力により日本棋院より囲碁アマ八段が贈られている（米長は、升田が「ヒゲの九段」と親しまれていたことから九段追贈を求めたが、さすがに許可が下りなかった）。[要出典]
- 幼少期は剣道を志していたが、自転車で脚を大怪我をして断念した。棋士になってからも剣豪の話が大好きで、テレビの時代劇に出演したことがある。[要出典]
- 参院選に出馬を打診された際「本業に自信のあるものは政治家にはならない」と断った。[要出典]
- 1949年の第2回全日本選手権戦（後の九段戦、十段戦、竜王戦）の対局前夜の食事会で名人の木村義雄と口論となり、「ゴミハエ問答」と呼ばれる著名なやり取りをしている。食通の木村が豆腐を食べながら「やっぱり豆腐は木綿ごしに限るよ」と木綿豆腐の良さについて薀蓄を垂れ始めたところ、絹ごし豆腐を好む升田はこれが気に触り、「えらそうなことばかり言うとるが、将棋は名人でも、その道の専門家から見りゃ、木村名人の知識なんかゴミみたいなもんだ」と噛み付いた。木村が「なにい？ゴミだって？名人がゴミなら君はなんだ」と問うと、升田は「さあね。ゴミにたかる蝿ですか」と一言。升田の軽妙なやり取りに食事会は笑いに包まれたが、機嫌を損ねた木村は「君も、えらそうなことばかり言ってないで一度ぐらい、名人挑戦者になったらどうだね」と言い残して席を立ってしまった[22]。翌日の対局は因縁の対決となり、200手を超える泥仕合の末に升田が勝利した。なお、ゴミハエ問答は、升田が対局後に木村の棋力を馬鹿にして発言したものであるという誇張されたエピソードが記載されている書籍もある[23]。
- 塚田正夫とは仲がよく、一緒に酒を飲むことが多かった。あるとき升田が「俺は太陽で、あんたは月だ」と言うと、普段は無口な塚田も頭にきて「何で俺が月だ」と反論し、太陽だ、月だ、と言いあったことがあった。[要出典]
- 晩年には「もう一度生まれてきたら、天野宗歩のように3歳くらいで将棋を覚えて、名人に角を引きたい（ハンデとして自陣の角なしで戦いたい）」と語ったことがある。
- 朝日新聞の将棋嘱託を務めており、昭和50年代の名人戦問題では朝日寄りの言動が目立った。加藤一二三とともに朝日との棋戦契約存続で運動したが、何かと個性的な両名に共感者の少なかったことが、毎日新聞への移管につながったといわれる。[要出典]
- 軍隊に入隊した頃の升田は煙草や酒、不規則な生活で体が相当弱っており、「軍隊に入って規則正しい生活、定期的な運動などしたおかげで大分体調が良くなった。もし入隊していなかったらとっくにくたばっていただろう」と後に述懐している。また銃剣の試合で最初は古参兵にボコボコにされていたが、あるコツをつかんだところ負けなくなったという。そのコツについて升田は後にこう語っていた。「相手の呼吸をよく見るんだ。人間は必ず息を吸って吐く。息を吐いているときは攻撃しても無駄だ。相手が息を吐き終わって吸い始めた瞬間にエイヤと打ち込む。大抵の人間は息を吸い始めた瞬間は無防備になるものだ。それを覚えてからは銃剣で負けなくなった」。升田が将棋でめっぽう強かったのは相手の癖を徹底的に見抜くことにあったことを如実に物語るエピソードである。[要出典]
- ある対局で、もつれた終盤戦で升田がバチッと力強く勝負手を放った。升田は自信満々に「詰みだな」と一言つぶやいた。相手の棋士は大棋士たる升田が詰みだと自信満々に言うので戦意を喪失してそこで投了してしまった。ところが局後の感想戦で詰んでいないことが明らかになった。相手方の棋士はつい恨み言を升田にぶつけたところ、升田は「プロがきちんと確認もしないで俺の一言で投了したんじゃあ、お前の棋力はそんなもんだよ」とうそぶいていたという。[要出典]
- 巨人の長嶋茂雄と対談した時「野球は3割打ったら上等と言われるが、将棋は7割勝たんと一流とはいえん、精進したまえ」と言われた長嶋はスランプから脱出したという。[要出典]
- 数々のエピソードが示すとおり、やや放言癖があった。しかし、それも升田の魅力の一つであった。[要出典]
- 作家の五味康祐と仲が好かった。二人は風貌も似ていて、間違われる事が多かった。[要出典]
- 升田の妻は2016年に96歳で死去[24]。

## 名人に香車を引いて
升田が将棋指しを目指して家を出たとき、母の使う物差しの裏に書いたとされる言葉である。正確には、「この幸三、名人に香車を引いて勝ったら大阪に行く」と書いた。「香車を引いて」は香落ちの手合割でという意味で、「勝ったら」は「勝つため」の誤りである。そのため他者の出版物では「勝つため」に直して書かれることがあるものの、実際に書かれたのはあくまで「勝ったら」であると升田は自伝で語っている。また同著で将棋の世界の仕組みがわかっておらず東京には関根名人がいる、大阪では坂田三吉が関西名人を名乗っている、とすると広島にも名人がおるんじゃなかろうか、まず広島名人をやっつけてから大阪にいく。と当て推量しているが当時の心境を全く覚えていないと述懐している。ただし、升田がこの言葉を書いた時点では、棋士同士が駒落ちで対局する公式戦は存在せず、非現実的なものであった。
その後1950年に王将戦が創設されることになり、規定として三番手直りとし、3勝差がついた時点で残りの対局を香落ちと平手を交互に指す（指し込み）制度が定められたことにより、夢が現実となる可能性が生まれた。しかし、この制度に反対したのが当の升田であった。もしも名人と戦えば指し込みに追い込める自信を持つ一方、棋士の格を重んじる性分でもあり、そんな事態になれば棋界の存続にかかわるのではないかと危惧したためである。これに対し、当時の名人である木村義雄が「そんな事はあり得ない」と判断したため、見直されることはなかった。
そして1951年の第1期王将戦で、木村名人と七番勝負を争う。升田は木村に対し4勝1敗とし、続く第6戦を香落ちで戦うことになり、「名人に香車を引く」が実現したが、升田が対局を拒否して不戦敗となっている（陣屋事件）。この時の詳細な状況は不明だが、心境については「できたら指したくなかった」と後年に吐露している。
1956年、今度は弟弟子でもある大山康晴名人との王将戦で、再び名人を香落ちに指し込む。この際は棄権せずに対局し、大山に勝っている。「名人に香車を引いて勝つ」を実現した瞬間でもあった。後にも先にも、名人を相手に香車を引いて対局をした棋士も、また勝ったのも升田幸三のみである。
この時の心境について、升田は晩年のインタビューで以下のように語っている。

## 弟子

### 棋士
| 名前     | 四段昇段日    | 段位、主な活躍 |
| -------- | ------------- | -------------- |
| 桐谷広人 | 1975年7月14日 | 七段           |

増田敏二門下の桐山清澄ははじめ升田の弟子として奨励会に入会している。

## 昇段履歴
- 1932年06月30日： 木見金治郎八段（当時）に入門[27]。9級[28]
- 1934年02月00日： 初段（プロ入り）[5]
- 1934年07月00日： 二段[29]
- 1935年08月00日： 三段[30]
- 1936年04月00日： 四段[31]
- 1936年00月00日： 五段[32]
- 1938年00月00日： 六段[33]
- 1943年00月00日： 七段[34]
- 1947年00月00日： 八段（順位戦A級昇級）
- 1958年00月00日： 九段（順位戦における抜群の成績）
- 1979年05月01日： 引退[35]
- 1988年04月01日： 称号「実力制第四代名人」授与[36] (当時70歳）
- 1991年04月05日： 逝去（享年73）

## 主な成績

### タイトル戦全成績
| タイトル                                | 獲得年度       | 登場回数 | 獲得期数 | 連覇  | 備考                     |
| 名人                                    | 1957-1958      | 10回     | 2期      | 2連覇 | 実力制第四代名人         |
| 九段                                    | 1956-1957      | 3回      | 2期      | 2連覇 | (升田が現役時に棋戦終了) |
| 十段                                    | －             | 3回      | －       |       |                          |
| 王位                                    | －             | 0        | －       |       |                          |
| 棋王                                    | －             | 0        | －       |       |                          |
| 王将                                    | 1951,1955-1956 | 5回      | 3期      | 2連覇 |                          |
| 棋聖                                    | －             | 2回      | －       | －    |                          |
| 登場回数 合計23回、タイトル獲得 合計7期 |                |          |          |       |                          |

| 年度 | タイトル | 勝敗      | 相手     | 備考                                   | 保持タイトル                |
| ---- | -------- | --------- | -------- | -------------------------------------- | --------------------------- |
| 1951 | 名人     | ●○●●○●    | 木村義雄 | （挑戦敗退）                           | -                           |
| 1951 | 王将     | ○○●○○指込 | 木村義雄 | 初代王将、陣屋事件                     | 王将                        |
| 1953 | 名人     | ●●○●●     | 大山康晴 | （挑戦敗退）                           | 王将                        |
| 1953 | 王将     | ●●○千●○●  | 大山康晴 | 失冠                                   | -                           |
| 1954 | 名人     | 千●●●○●   | 大山康晴 | （挑戦敗退）                           | -                           |
| 1955 | 王将     | ○○○指込   | 大山康晴 | 奪取（名人に香車を引いて勝つ）         | 王将                        |
| 1956 | 王将     | 千○○●●○○  | 大山康晴 | 防衛                                   | 王将                        |
| 1956 | 九段     | ●○○○○     | 塚田正夫 | 奪取                                   | 王将・九段                  |
| 1957 | 名人     | ○●○○●○    | 大山康晴 | 奪取、三冠独占                         | 名人・王将・九段 (三冠全冠) |
| 1957 | 九段     | ○○●●○○    | 大山康晴 | 防衛                                   | 名人・王将・九段 (三冠全冠) |
| 1957 | 王将     | ○○●●○●●   | 大山康晴 | 失冠                                   | 名人・九段                  |
| 1958 | 名人     | ○○○持●●○  | 大山康晴 | 防衛                                   | 名人・九段                  |
| 1958 | 九段     | ○○●●●●    | 大山康晴 | 失冠                                   | 名人                        |
| 1959 | 名人     | 千○●●●●   | 大山康晴 | 失冠、大山が三冠独占                   | -                           |
| 1962 | 十段     | ●○●●○○●   | 大山康晴 | （挑戦敗退）                           | -                           |
| 1963 | 名人     | ●●●○●     | 大山康晴 | （挑戦敗退）                           | -                           |
| 1963 | 十段     | ●○●●○○●   | 大山康晴 | （挑戦敗退）                           | -                           |
| 1963 | 棋聖・後 | ●●○●      | 大山康晴 | （挑戦敗退）                           | -                           |
| 1964 | 十段     | ●○●●○●    | 大山康晴 | （挑戦敗退）                           | -                           |
| 1965 | 棋聖・前 | ○●○●●     | 大山康晴 | （挑戦敗退）                           | -                           |
| 1966 | 名人     | ○○●●●●    | 大山康晴 | （挑戦敗退）                           | -                           |
| 1968 | 名人     | ●●●●      | 大山康晴 | （挑戦敗退）                           | -                           |
| 1971 | 名人     | ●○○●○●●   | 大山康晴 | （挑戦敗退、「升田式石田流」で接戦に） | -                           |

### 一般棋戦優勝
- NHK杯戦　3回（1952・1957・1963年度）
- 九・八・七段戦　1回（1956年度）
- 全八段戦　1回（1955年度）
- 共同杯AB級対抗勝抜戦　1回（5連勝、1953年度）

### 在籍クラス
| 開始 年度 | (出典)順位戦出典 | (出典)順位戦出典         | (出典)順位戦出典         | (出典)順位戦出典         | (出典)順位戦出典         | (出典)順位戦出典         | (出典)順位戦出典         | (出典)順位戦出典         |
| 開始 年度 | 期               | 名人                     | A級                      | B級                      | B級                      | C級                      | C級                      | 0                        |
| 開始 年度 | 期               | 名人                     | A級                      | 1組                      | 2組                      | 1組                      | 2組                      | 0                        |
| --- | ---------------- | ------------------------ | ------------------------ | ------------------------ | ------------------------ | ------------------------ | ------------------------ | ------------------------ |
| 1946 | 1                |                          |                          | B101                     |                          |                          |                          | 12-2                     |
| 1947 | 2                |                          | A 07                     |                          |                          |                          |                          | 12-2                     |
| 1948 | 3                |                          | A 01                     |                          |                          |                          |                          | 6-3                      |
| 1949 | 4                |                          | A 03                     |                          |                          |                          |                          | 6-2                      |
| 1950 | 5                |                          | A02                      |                          |                          |                          |                          | 8-1                      |
| 1951 | 6                |                          | A 01                     |                          |                          |                          |                          | 7-4                      |
| 1952 | 7                |                          | A01                      |                          |                          |                          |                          | 8-2                      |
| 1953 | 8                |                          | A01                      |                          |                          |                          |                          | 9-3                      |
| 1954 | 9                |                          | A 01                     |                          |                          |                          |                          | 休場                     |
| 1955 | 10               |                          | A 11                     |                          |                          |                          |                          | 9-4                      |
| 1956 | 11               |                          | A02                      |                          |                          |                          |                          | 9-3                      |
| 1957 | 12               | 名人                     |                          |                          |                          |                          |                          | --                       |
| 1958 | 13               | 名人                     |                          |                          |                          |                          |                          | --                       |
| 1959 | 14               |                          | A 01                     |                          |                          |                          |                          | 休場                     |
| 1960 | 15               |                          | A 11                     |                          |                          |                          |                          | 休場                     |
| 1961 | 16               |                          | A 11                     |                          |                          |                          |                          | 6-0                      |
| 1962 | 17               |                          | A02                      |                          |                          |                          |                          | 8-2                      |
| 1963 | 18               |                          | A 01                     |                          |                          |                          |                          | 6-3                      |
| 1964 | 19               |                          | A 02                     |                          |                          |                          |                          | 6-3                      |
| 1965 | 20               |                          | A03                      |                          |                          |                          |                          | 7-2                      |
| 1966 | 21               |                          | A 01                     |                          |                          |                          |                          | 休場                     |
| 1967 | 22               |                          | A11                      |                          |                          |                          |                          | 7-2                      |
| 1968 | 23               |                          | A 01                     |                          |                          |                          |                          | 7-3                      |
| 1969 | 24               |                          | A 02                     |                          |                          |                          |                          | 5-0                      |
| 1970 | 25               |                          | A03                      |                          |                          |                          |                          | 7-2                      |
| 1971 | 26               |                          | A 01                     |                          |                          |                          |                          | 5-3                      |
| 1972 | 27               |                          | A 02                     |                          |                          |                          |                          | 休場                     |
| 1973 | 28               |                          | A 11                     |                          |                          |                          |                          | 休場                     |
| 1974 | 29               |                          | A 11                     |                          |                          |                          |                          | 7-3                      |
| 1975 | 30               |                          | A 03                     |                          |                          |                          |                          | 4-5                      |
| 1976 |                  | 主催者移行問題により中止 | 主催者移行問題により中止 | 主催者移行問題により中止 | 主催者移行問題により中止 | 主催者移行問題により中止 | 主催者移行問題により中止 | 主催者移行問題により中止 |
| 1977 | 36               |                          | A 05                     |                          |                          |                          |                          | 休場                     |
| 1978 | 37               |                          | A 11                     |                          |                          |                          |                          | 休場                     |
| 1979 |                  | 1979年5月1日引退         | 1979年5月1日引退         | 1979年5月1日引退         | 1979年5月1日引退         | 1979年5月1日引退         | 1979年5月1日引退         | 1979年5月1日引退         |
| 順位戦の 枠表記 は挑戦者。 右欄の数字は勝-敗(番勝負/PO含まず)。 順位戦の右数字はクラス内順位 ( x当期降級点 / *累積降級点 / +降級点消去 ) |                  |                          |                          |                          |                          |                          |                          |                          |

## 記録（歴代1位のもの）
- タイトル戦全三冠制覇（1957年、史上初）

## 栄典
- 1973年11月3日　紫綬褒章

## 著書
- 升田将棋 升田幸三 著 朝日新聞社 1948
- 将棋 升田幸三 著 朝日新聞社 1953 (アサヒ相談室)
- 現代将棋大全集 駒落篇 升田幸三 監修 湯川弘文社 1953
- 勝負の虫 升田幸三 著 朝日新聞社 1960
- 歩を金にする法 升田幸三 著 講談社 1963　小学館文庫
- 将棋野郎 : 人の使い方・駒の使い方 升田幸三 著 秋田書店 1967 (サンデー新書)
- 升田十五番勝負 : 升田将棋教室 升田幸三 著 秋田書店 1968 (サンデー新書)
- 升田将棋次の一手 升田幸三 著 秋田書店 1968 (サンデー新書)
- 私ならこう勝負する : 勝負の勘とビジネスの極意 升田幸三 著 学習研究社 1969 (Gakken business)
- 升田の将棋入門 升田幸三 著 弘文社 1969 (升田将棋シリーズ ; 第1)
- 升田将棋入門 升田幸三 著 秋田書店 1969 (サンデー新書)
- 勝負 升田幸三 著 サンケイ新聞社出版局 1970　　のち『勝負 : 人生は日々これ戦場』として成甲書房
- ここでこう指せ 升田幸三 著 弘文社 1970 (初段をめざして ; 4)
- 升田流新戦法 升田幸三 著 弘文社 1971
- 升田式石田流 升田幸三 著 日本将棋連盟 1973　1994年新版
- 人生勝負 : 戦いに負けたくない人のために 升田幸三 著 学習研究社 1974 (アインブックス ; 27)
- 升田将棋勝局集 升田幸三 著 講談社 1975 のち文庫
- 王手 升田幸三 著 サンケイ新聞社出版局 1975 (Sankei drama books)　のち『王手 : ここ一番の勝負哲学』として成甲書房、のち中公文庫
- 鬼手の研究 強い奴に勝つ将棋 升田 幸三 経済界（タツの本） 1978
- ひねり飛車の指南 升田幸三 著 大泉書店 1979 (升田の将棋指南シリーズ)
- 升田流戦術の指南 升田幸三 著 大泉書店 1979 (升田の将棋指南シリーズ)
- 向い飛車の指南 升田幸三 著 大泉書店 1980 (升田の将棋指南シリーズ)
- 四間飛車の指南 升田幸三 著 大泉書店 1980 (升田の将棋指南シリーズ)
- 角交換戦法の指南 升田幸三 著 大泉書店 1980 (升田の将棋指南シリーズ)
- 名人に香車を引いた男 : 升田幸三自伝 升田幸三 著,田村龍騎兵 筆録 朝日新聞社 1980　のち朝日文庫 のち『升田幸三 : 名人に香車を引いた男』（日本図書センター）のち中公文庫 ISBN 4-12-204247-X
- 中飛車の指南 升田幸三 著 大泉書店 1980 (升田の将棋指南シリーズ)
- 矢倉戦法の指南 升田幸三 著 大泉書店 1980 (升田の将棋指南シリーズ)
- 三間飛車の指南 升田幸三 著 大泉書店 1980 (升田の将棋指南シリーズ)
- 現代将棋名局集 9 升田幸三名局集 筑摩書房 1981
- 升田将棋選集 第1巻～第5巻　升田幸三 著 朝日新聞社 1985 - 1986 ISBN 4-02-255411-8
- 升田幸三全局集 升田幸三全局集製作委員会 著 講談社 2005
- 升田幸三名局集 升田幸三 著 日本将棋連盟 2012
- 升田の研究 : 鬼手と石田流 升田幸三 著 日本将棋連盟 2015 (将棋連盟文庫)
  - 『鬼手の研究』と『升田式石田流』の合本

## 関連書・研究本
- 『棋界の風雲児　升田八段』 樋口金信 誠光社 1948.2 - 大阪毎日新聞の記者による半生記。巻頭に木見金治郎による推薦文。
- 『作家が見た升田将棋』 朝日新聞社（編）朝日新聞出版 1993.4 - 観戦記集
  - 坂口安吾、長与善郎、梅原龍三郎、富本憲吉、加藤治郎、倉島竹二郎、藤沢桓夫、升田幸三、金子金五郎、井伏鱒二、永井龍男、上林暁、瀧井孝作、田村孝雄（龍)、東公平（紅）
- 『好妻好局 夫・升田幸三との40年』 升田静尾、藤田健二 文藝春秋 1996.4 - 升田夫人による回顧談。
- 『升田幸三物語』 東公平 日本将棋連盟 1996.3
- 『升田幸三全局集』 升田幸三全局集製作委員会 講談社 2005.1 - 現存する升田の全棋譜をCD-ROMに収録。
- 『升田将棋の世界』 真部一男 日本将棋連盟 2005.7

## テレビ番組
- 名勝負の解説（囲碁将棋チャンネル）

1. 第1回 朝日番付戦 決勝戦 升田幸三六段 vs 木村義雄名人 対局日：1943年8月20日
2. 木村・升田 五番勝負 第3局 升田幸三七段 vs 木村義雄名人　1946年
3. 第7期名人戦挑戦者決定戦 高野山の決戦　升田幸三八段 vs 大山康晴七段 1948年
4. 塚田・升田五番勝負 駅馬車定跡　第4局 塚田正夫名人 vs 升田幸三八段　1948年10月7日
5. 不明
6. 第1期 王将戦 挑戦手合七番勝負 第5局 升田幸三八段 vs 木村義雄王将 1952年2月
7. 第5期 王将戦 挑戦手合七番勝負 第1局 升田幸三八段 vs 大山康晴王将 1955年12月
8. 第5期 王将戦 挑戦手合七番勝負 第3局 升田幸三八段 vs 大山康晴王将 1956年1月
9. 第5期 王将戦 挑戦手合七番勝負 第4局 升田幸三王将(香落ち) vs 大山康晴名人 1956年1月19日
10. 第6期 王将戦 挑戦手合七番勝負 第5局 升田幸三王将 vs 大山康晴名人 1957年2月18日,19日
11. 第7期 九段戦 決勝七番勝負 第5局 升田幸三王将 vs 塚田正夫九段 1957年4月18日
12. 不明
13. 不明
14. 不明
15. 不明
16. 不明
17. 不明
18. 第30期 名人戦 挑戦手合七番勝負 第3局 升田幸三九段 vs 大山康晴名人 1971年